# Liste der Stolpersteine in Bestwig
In der Liste der Stolpersteine in Bestwig werden die vorhandenen Gedenksteine aufgeführt, die im Rahmen des Projektes Stolpersteine des Künstlers Gunter Demnig in Bestwig bisher verlegt worden sind.
Am 2. Mai 2016 wurden 5 Stolpersteine verlegt.

## Verlegte Stolpersteine
| Bild | Person / Inschrift                                                                                  | Adresse                                | Verlegedatum | Zusätzliche Informationen |
| --- | --------------------------------------------------------------------------------------------------- | -------------------------------------- | ------------ | ------------------------- |
| Bild gesucht Die Wikipedia wünscht sich an dieser Stelle ein Bild vom Ort mit diesen Koordinaten 51.62342 7.40205 . Motiv: Stolpersteine Familie Marcus Falls du dabei helfen möchtest, erklärt die Anleitung , wie das geht. BW | Hier wohnte John Marcus Jg. 1863 gedemütigt / entrechtet tot 26.7.1935                              | Heinrich-Lübke-Straße, Ramsbeck (Lage) | 2. Mai 2016  |                           |
| | Hier wohnte Antonie Marcus geb. Meyer Jg. 1874 deportiert 1942 Theresienstadt ermordet in Treblinka | Heinrich-Lübke-Straße, Ramsbeck (Lage) | 2. Mai 2016  |                           |
| | Hier wohnte Clara Marcus Jg. 1902 deportiert 1942 ermordet im besetzten Polen                       | Heinrich-Lübke-Straße, Ramsbeck (Lage) | 2. Mai 2016  |                           |
| | Hier wohnte Paula Marcus verh. Goldschmidt Jg. 1903 deportiert 1942 ermordet im besetzten Polen     | Heinrich-Lübke-Straße, Ramsbeck (Lage) | 2. Mai 2016  |                           |
| | Hier wohnte Hilde Marcus Jg. 1908 Flucht 1935 Palästina                                             | Heinrich-Lübke-Straße, Ramsbeck (Lage) | 2. Mai 2016  |                           |